# Theodor Blinckmann
 Theodor Jochim Christian Blinckmann (* 2. März 1860 in Bramstedt; † 29. Juli 1936 in Hamburg) war ein deutscher Lehrer und Hamburger Politiker der DDP und Mitglied der Hamburgischen Bürgerschaft.

## Leben
Theodor Blinckmann besuchte die Volksschule in seiner Heimatstadt und später das Lehrerseminar in Hamburg. In dem Beruf des Volksschullehrers arbeitet er dort ab 1883 und wurde 1889 fest angestellt. Er gehörte zu den reformorientierten Pädagogen in Hamburg und forderte 1904, letztlich – 1906 – erfolgreich, die Abschaffung der Strafschule, einer reichsweit einmaligen Hamburger Institution, angesiedelt zwischen Schule und Gefängnis.
Nach dem Ersten Weltkrieg saß er von 1919 bis 1927 für die Deutsche Demokratische Partei (DDP) in der Hamburgischen Bürgerschaft.
Nach 1933 wendete er sich in der Hamburger Lehrerzeitung (HLZ) gegen den von den Nationalisten hervorgebrachten Vorwurf, die Lehrer hätten die Schüler nicht in einem nationalen Interesse erzogen.
Blinckmann war seit 1889 mit Auguste Catharina Emilie Knaack verheiratet.

## Veröffentlichungen
- Die Aufnahme des hauswirtschaftlichen Unterrichts in den Lehrplan der Mädchenschule, Hamburg 1901.
- Gegen die Selektenschulen. Anhang: Offenes Schreiben an Herrn Dr. Rode, Mitglied der Bürgerschaft. Hrsg. von einer Anzahl Hamburger Lehrer. Hamburg o. J. (vermutlich 1904).
- Die öffentliche Volksschule in Hamburg in ihrer geschichtlichen Entwicklung, Hamburg 1930.

## Quelle
- Ursula Büttner: Politischer Neubeginn in schwieriger Zeit. Wahl und Arbeit der ersten demokratischen Bürgerschaft 1919–21. Landeszentrale für politische Bildung Hamburg, Verlag Otto Heinevetter, Hamburg 1994, ISBN 3-929728-07-9, S. 136.